# Лавсинка
Лавсинка (Большая Гусса) — река в России, протекает во Владимирской и Рязанской областях. Левый приток реки Колпь.

## География
Река Лавсинка берёт начало в лесах южнее посёлка Каменка Меленковского района Владимирской области. Далее течёт по территории Рязанской области. В верховьях расположено село Лався  по обеим сторонам запруженной в этом месте реки. Устье реки находится в 19 км по левому берегу реки Колпь (в этом месте по реке Колпь проходит граница с Владимирской областью). Длина реки составляет 18 км, площадь водосборного бассейна 76,6 км².

## Данные водного реестра
По данным государственного водного реестра России относится к Окскому бассейновому округу, водохозяйственный участок реки — Ока от водомерного поста у села Копоново до впадения реки Мокша, речной подбассейн реки — бассейны притоков Оки до впадения Мокши. Речной бассейн реки — Ока.
По данным геоинформационной системы водохозяйственного районирования территории РФ, подготовленной Федеральным агентством водных ресурсов:
- Код водного объекта в государственном водном реестре — 09010102312110000026672
- Код по гидрологической изученности (ГИ) — 110002667
- Код бассейна — 09.01.01.023
- Номер тома по ГИ — 10
- Выпуск по ГИ — 0